# Astiphromma elongatum
Astiphromma elongatum là một loài tò vò trong họ Ichneumonidae.